# Postal 2
Postal 2 é um jogo eletrônico de tiro em primeira pessoa de 2003 desenvolvido pela Running with Scissors. É a sequência do jogo Postal de 1997 e foi lançado para Microsoft Windows em abril de 2003, macOS em abril de 2004 e Linux em abril de 2005. Postal 2, assim como seu antecessor, têm recebido notoriedade por seus altos índices de violência, estereótipos e humor negro. Ao contrário do primeiro jogo, Postal 2 é jogado a partir de uma perspectiva em primeira pessoa.
Situado na cidade fictícia de Paradise, Postal 2 segue a vida de "Postal Dude", que deve realizar tarefas mundanas ao longo de uma semana no jogo, com o jogador decidindo o quão violento ou passivamente ele reagirá a várias situações. O jogador navega no mundo aberto para realizar suas tarefas, com a escolha do jogador afetando o cenário.
O jogo recebeu uma recepção mista dos críticos após o seu lançamento. O jogo recebeu vários pacotes de expansão, e em dezembro de 2003, uma expansão multiplayer foi lançada, intitulada Postal 2: Share the Pain. O jogo ainda foi atualizado com um pacote de expansão intitulado Paradise Lost lançado em abril de 2015.
O jogo recebeu atenção por sua jogabilidade violenta e foi responsável por várias controvérsias. O jogo foi seguido por uma sequência, Postal III, em dezembro de 2011.

## Enredo
Em Postal 2, o jogador assume o papel do Postal Dude, um homem ruivo alto e magro com um cavanhaque, óculos escuros, um casaco de couro preto e uma camiseta com o rosto de um alienígena cinza estampado. Postal Dude vive em um trailer em ruínas na terra atrás de uma casa na pequena cidade de Paradise, Arizona, com sua esposa irritante, que é identificada nos créditos como simplesmente "The Bitch". Os níveis do jogo são divididos em dias da semana começando na segunda-feira e terminando na sexta-feira.
No início de cada dia, Postal Dude recebe várias tarefas para realizar, como "pegar leite", "confessar pecados" e outras tarefas aparentemente mundanas. O objetivo do Postal 2 é terminar todas as tarefas ao longo da semana, e o jogador pode realizar essas tarefas da maneira que desejar, seja da forma mais pacífica e civilizada possível, ou da forma mais violenta e caótica possível. É possível, embora ocasionalmente difícil, completar a maioria das tarefas sem entrar em batalha, ou pelo menos, ferir ou matar outros personagens, como evidenciado pelo slogan do jogo: "Lembre-se, é tão violento quanto você!" As tarefas diárias podem ser realizadas em qualquer ordem que o jogador desejar, e o jogo também inclui uma tarefa que é ativada apenas quando Postal Dude urina, na qual o jogador é encarregado de obter tratamento para gonorreia após Postal Dude descobrir que tem a infecção.
Ao longo do jogo, Postal Dude deve suportar ser provocado por outros personagens regularmente. Os cidadãos de Paradise dão dedo do meio, o protagonista é assaltado, atacado por vários grupos de manifestantes e é assediado por um proprietário/terrorista de uma loja de conveniência detestável e diversos outros problemas. Durante o jogo, Postal Dude também encontra uma banda marcial, um mascote de brinquedo assassino chamado Krotchy, o Departamento de Polícia de Paradise e sua equipe da SWAT, agentes super zelosos da ATF, a Guarda Nacional do Arizona, um culto religioso excêntrico, trabalhadores canibais do açougue, fanáticos e terroristas da Al-Qaeda e o ex-ator mirim Gary Coleman, entre muitos outros.
Na tarde de sexta-feira, o último dia do jogo, o apocalipse ocorre e em seguida o colapso da sociedade, com toda a lei e ordem quebrando. Gatos começam a cair de um céu de cor escura, e quase todos na cidade ficam fortemente armados, com tiroteios aleatórios nas ruas. Apesar disso, Postal Dude volta para casa em seu trailer normalmente, onde ele então discute com sua esposa, que exige que Postal Dude explique por que ele nunca pegou o sorvete "rocky road" que ela pediu no início do jogo. Postal 2 termina com um tiro sendo ouvido, antes de aparecer os créditos finais.

## Jogabilidade
Um dos principais conceitos de Postal 2 é que ele deve ser um "mundo vivo", uma simulação de uma cidade desequilibrada irônica. Os personagens do jogo vivem suas vidas completamente separadas das ações de Dude - andando pela cidade, comprando e vendendo mercadorias e até se envolvendo em tiroteios aleatórios entre si e com a polícia.
A cidade possui muitos carros, mas todos eles são "propriedades explosivas inúteis", de acordo com Dude, e não podem ser dirigidos, embora possam ser explodidos e lançados voando no ar. Além de gatos e cachorros, outros animais presentes são elefantes; esses animais podem ser baleados ou incendiados - ou simplesmente irritados pelo jogador que caminha em direção a eles - fazendo com que eles trombeteiem com raiva e ataquem qualquer um a uma curta distância. Uma característica peculiar é a capacidade de pegar gatos como item de inventário. Quando usado, Postal Dude enfia o cano da arma de fogo atualmente equipada no ânus do gato (os gatos só podem ser usados enquanto estiverem equipados com uma espingarda ou rifle de assalto) como um "silenciador". Cada vez que um tiro é disparado, o gato mia em aparente agonia e o tiro é abafado. Depois de nove tiros, o gato ficou sem vidas e voará da ponta da arma. A maioria dos cães tem a capacidade de fazer amizade com o Postal Dude se ele os alimentar com um suprimento contínuo de biscoitos ou qualquer outro alimento (pizza, donuts, fast food). Uma vez que a lealdade de um canino tenha sido conquistada, o cão atacará qualquer um que atacar o Dude ou, alternativamente, qualquer um a quem o Dude atacar. Os cães também perseguirão e matarão gatos e brincarão com os itens de inventário do Dude e as cabeças decepadas. Também haveria vacas incluídas no jogo, mas elas não foram implementadas. Elas apareceram no Apocalypse Weekend e na modificação A Week in Paradise .
O jogo também apresenta uma participação especial de Gary Coleman, atuando como ele mesmo, que aparece desde o início como o objetivo de uma das tarefas do jogo (viajar ao shopping local para pegar o autógrafo de Gary). O jogador pode escolher lutar e matar Coleman ou simplesmente ter o livro assinado pacificamente (depois de suportar uma longa fila). The Dude confunde duas vezes Coleman como tendo estrelado em What's Happening!! e The Facts of Life, quando na verdade ele estrelou Diff'rent Strokes. Independentemente das ações do Dude, a polícia invade o prédio na tentativa de prender Gary Coleman e um tiroteio ocorre que invariavelmente resulta na aparente morte de Coleman, com ou sem a ajuda do jogador. Mais tarde no jogo, ele também pode ser visto na Delegacia de Polícia, quando o jogador escapa de sua cela, ele também liberta todos os outros - incluindo Coleman, que pode ser visto correndo ao lado de Krotchy. Coleman aparentemente sobrevive já que ele pode ser visto na expansão Apocalypse Weekend, enfaixado no hospital (vários clones malignos de Gary Coleman também servem como inimigos recorrentes durante as constantes alucinações de Postal Dude).

## Lançamento

### Vendas

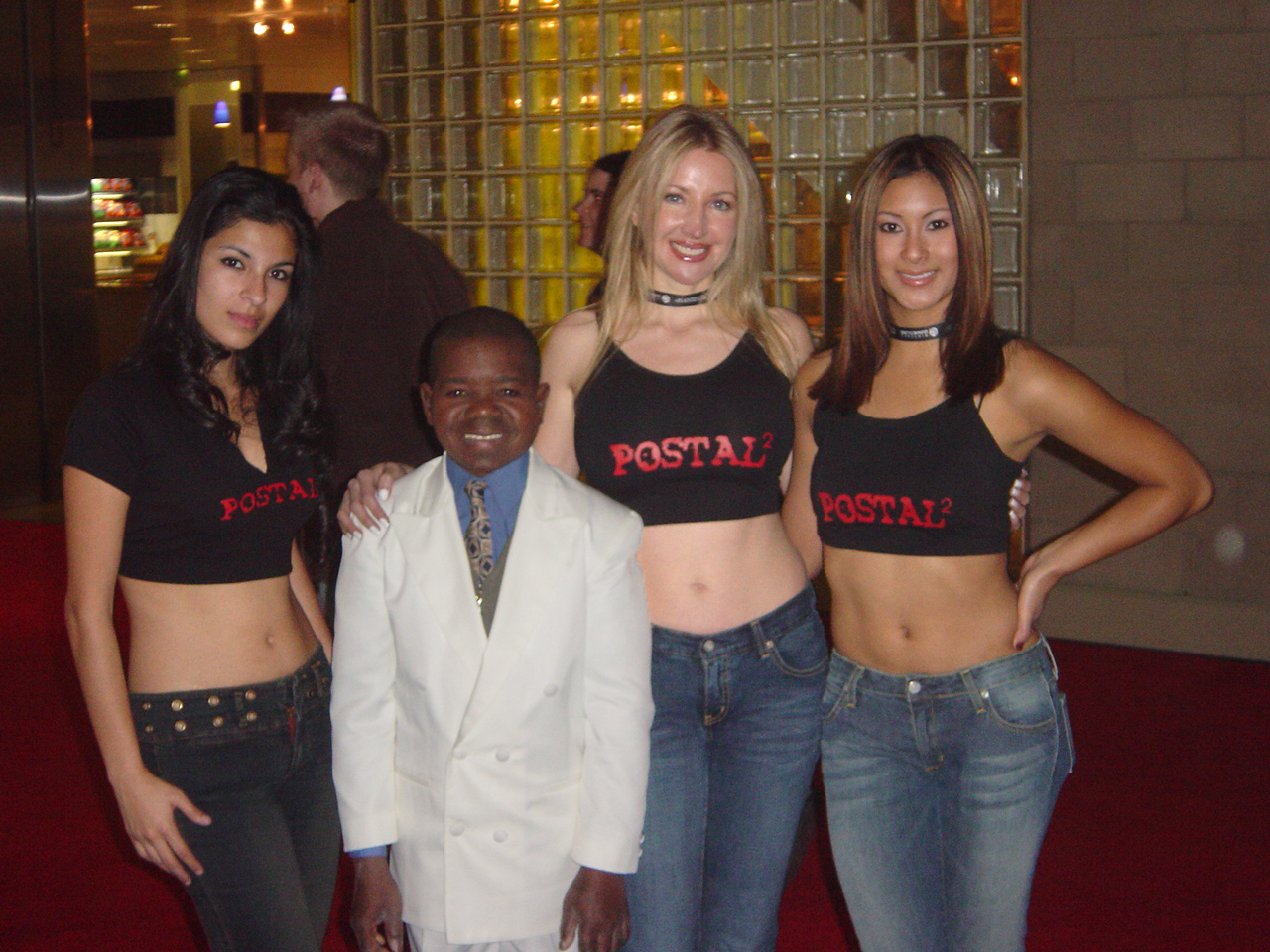
Gary Coleman acompanhado das "Postal Babes" promovendo Postal 2 na E3 2003

Postal 2 se tornou o jogo mais vendido da Linux Game Publishing em seu primeiro mês e contribuiu muito para a lucratividade contínua da empresa.

### Expansões

#### Share the Pain
Uma edição atualizada do jogo, intitulada Postal 2: Share the Pain, incluiu um modo multiplayer. As versões para Macintosh e Linux do Postal 2 foram lançadas apenas como Postal 2: Share the Pain .
Share The Pain recebeu uma pontuação média de 59/100 com base em 10 avaliações no site agregador de avaliações Metacritic, indicando "avaliações mistas ou médias".

#### Apocalypse Weekend

Postal 2: Apocalypse Weekend cover

Postal 2: Apocalypse Weekend é um pacote de expansão para Postal 2 lançado pela Running with Scissors em 1 de agosto de 2004 para Microsoft Windows e em 28 de setembro de 2005 para Mac OS X e Linux. Apocalypse Weekend expande Paradise com novos mapas e missões, ambientados no sábado e domingo, adiciona novas armas e inimigos e eleva o sangue e a violência a um nível ainda maior. Mais tarde, foi incluído nas compilações Postal Fudge Pack e Postal X: 10th Anniversary junto a Share the Pain e vários mods produzidos por fãs, incluindo A Week in Paradise, que permite que o conteúdo do Apocalypse Weekend apareça no jogo original.
Apocalypse Weekend começa no sábado de manhã, com o Postal Dude acordando no hospital, com a cabeça enfaixada de um ferimento de bala quase fatal. Enquanto o final do Postal 2 deixa ambíguo se Dude atirou ou não em sua esposa ou se sua esposa atirou nele, depois que ele acorda no hospital, ele encontra um cartão de sua esposa dizendo que ela o está deixando. Mais tarde, foi revelado no site oficial que o Dude atirou em si mesmo devido a sua esposa o importunando. O objetivo final do Dude é recuperar seu trailer e seu cachorro Champ, e para isso, foge do hospital.
Com exceção dos zumbis que aparecem mais tarde no jogo, parece que a loucura retratada no final de sexta-feira no jogo anterior acabou. Dude prossegue através de várias missões, incluindo missões de seus antigos empregadores, Running with Scissors, encontros com zumbis de vaca louca, além de confrontos com terroristas e militares. Periodicamente, o ferimento na cabeça do cara faz com que ele entre em um reino inferior, onde ele é atacado por clones de Gary Coleman. Ao longo do fim de semana, o Dude luta contra hordas de zumbis, Taliban e a Guarda Nacional até que ele finalmente enfrenta um Mike Jaret zumbificado, um funcionário da Running with Scissors. Uma vez que o Dude o destrói, ele sai de Paradise em seu carro com seu cachorro e seu trailer enquanto Paradise explode devido a uma enorme ogiva nuclear que ele "emprestou" para destruir uma empresa rival de desenvolvimento e publicação de videogames. As últimas palavras do Dude no jogo são "Não me arrependo de nada".
Embora a jogabilidade seja semelhante ao seu jogo base Postal 2, o Apocalypse Weekend não é tão aberto. A jogabilidade possui um design mais linear, com o jogador principalmente forçado a seguir um certo caminho para completar o jogo - típico da maioria dos jogos de tiro em primeira pessoa. Além disso, o jogador não pode jogar como pacifista e é obrigado a matar animais e zumbis para progredir no jogo. Ao contrário do jogo principal, Apocalypse Weekend também inclui vários encontros de "monstro chefe". Todos os gatos normais também são substituídos por "gatos dervixes", que giram de maneira semelhante à do Diabo-da-Tasmania do Looney Tunes, atacando qualquer personagem próximo quando agitado. Gatos dervixes também podem ser coletados e, além de abafar armas, podem ser jogados em NPCs para atacá-los.
Apocalypse Weekend recebeu uma pontuação média de 45/100 com base em 4 comentários no Metacritic, indicando "críticas geralmente desfavoráveis".

#### Corkscrew Rules!
Postal 2: Corkscrew Rules! (russo:  Postal 2: Штопор жжот!, tr. Shtopor zhzhot!) é um spin-off e expansão oficial para Postal 2, desenvolvido pela Avalon Style Entertainment e lançado em 2005 pela Akella. A trama narra sobre um homem chamado Corkscrew (russo:  Штопор, tr. Shtopor), que acorda e descobre que seu pênis foi de alguma forma amputado e parte em uma missão para encontrá-lo. O jogo foi lançado apenas na Rússia e no Japão (sob o título "ポスタル2 ロシアより愛をこめて" que se traduz em "Da Rússia com Amor" semelhante ao título do filme do 007). Em 2017, uma versão em inglês do jogo foi disponibilizada gratuitamente através do Steam Workshop.

#### Paradise Lost
Postal 2: Paradise Lost é uma expansão para Postal 2, anunciado para o Steam na E3 2014 com um teaser trailer. Foi lançado em 17 de abril de 2015.
Paradise Lost se passa 11 anos após Apocalypse Weekend, o Postal Dude desperta de seu coma induzido radioativo de 11 anos, a mesma quantidade de tempo entre o lançamento de Postal 2 e o lançamento de Paradise Lost, nessa expansão ele descobre que seu cachorro Champ está desaparecido e tem que voltar para sua cidade natal de Paradise, que agora é um deserto pós-apocalíptico. Paradise Lost também é retcon de Postal III, pois foi revelado que os eventos desse jogo foram apenas um pesadelo que o Postal Dude teve durante seu coma.
Voltando a Paradise, Dude se alia a facções que ele encontrou nos jogos anteriores, incluindo RWS, Al-Qaeda e Kosher Mad Cow Tourettes Zombies. Eles tentam ajudá-lo a encontrar Champ. Perto do final do jogo, Dude tem que ir para o inferno e lutar contra Champ e sua agora ex-esposa, que se transformou em um demônio. Voltando à Terra, ele descobre que todas as facções entraram em guerra e se dá uma escolha: retornar a cada facção e derrotar seu líder ou sair da cidade. Eventualmente, ele e Champ deixam Paradise pela última vez.
Paradise Lost inclui vários personagens baseados em pessoas reais, incluindo o ex-ator infantil Gary Coleman, um personagem que retorna de Postal 2 assim como o ator canadense Zack Ward, que já havia retratado o Postal Dude no filme Postal de 2007. O ex-jornalista de tecnologia e personalidade da mídia Milo Yiannopoulos também teve um papel menos proeminente no jogo como um NPC que pode ser encontrado no clube 'Fire in the Hole' a partir da quinta-feira. Todos esses três personagens foram interpretados por suas contrapartes da vida real - o diálogo de Coleman foi reaproveitado de Postal 2 devido à sua morte cinco anos antes.

### Compilações
Em 13 de novembro de 2006, RWS lançou uma compilação de Postal - Classic and Uncut, Postal 2: Share the Pain, Apocalypse Weekend, A Week in Paradise e Eternal Damnation, juntamente com conteúdo extra (Postal Babes e videoclipes de "The Cutting Room Floor") como o Postal Fudge Pack em um DVD híbrido de 3 vias para Windows, Linux e Mac. As cópias recentes do Fudge Pack também incluem uma chave Steam para Postal, Postal 2 Complete e Postal III.
A edição Postal X: 10th Anniversary contém todo o conteúdo do Postal: Fudge Pack, além de apresentar novos conteúdos, como uma caixa de cereal, A Very Postal Christmas, Music to Go Postal By e videos para Postal III e o filme Postal.
Postal 2 Complete é uma compilação online contendo Postal 2: Share the Pain e sua expansão Apocalypse Weekend, disponível na plataforma Desura para Linux, Mac e Windows e no GOG.com para Windows. A versão Linux disponível na Desura foi recentemente atualizada para seu lançamento na plataforma de distribuição digital. O pacote foi disponibilizado através do Steam em 2 de novembro de 2012, depois de obter o Greenlit com sucesso pela comunidade.
Em novembro de 2017, Running with Scissors lançou Postal XX: 20th Anniversary, uma compilação de todos os títulos Postais (incluindo Postal III) e o filme Postal.

## Modificações

### Eternal Damnation
Postal 2: Eternal Damnation é uma conversão total do Postal 2 pela Resurrection-Studios, lançado como download gratuito em 2005 e no Postal Fudge Pack um ano depois. A trama conta a história de a um homem chamado John Murray, que está em um manicômio após ter matado um homem que tentou machucar sua namorada. Murray também é visto em Postal 2: Paradise Lost como um easter egg.

## Controvérsias

Postal Dude urinando em corpos desmembrados em um campo de treinamento terrorista. Esta cena causou muita controvérsia na Nova Zelândia, pois representações gráficas de micção são consideradas obscenas na Nova Zelândia, mesmo que o jogo não tenha uma cena roteirizada disso; este é um ato puramente opcional para o jogador.

Em 2004, o Office of Film and Literature Classification baniu o Postal 2 na Nova Zelândia, citando altos níveis de conteúdo violento e violência animal. Distribuição ou compra para uso pessoal é crime, punível com até 10 anos de prisão e multa de $50.000. Na Austrália, o jogo não foi classificado pelo Australian Classification Board, mas sua expansão multiplayer Share the Pain foi recusada pelo conselho em outubro de 2005. Apesar disso, Share the Pain, junto com o jogo base, está disponível para compra na versão australiana do Steam. Na Suécia, o Chanceler da Justiça levou o distribuidor sueco do jogo a tribunal. Ele foi processado por "representação ilegal de violência", um crime que se enquadra na lei sueca de liberdade de expressão. O tribunal rejeitou o caso em 12 de dezembro de 2006. O jogo foi removido da versão alemã do Steam, provavelmente devido ao seu conteúdo.
Em relação às suas opiniões sobre o assunto, o desenvolvedor de Linux e Macintosh, Ryan C. Gordon, que portou o jogo para essas plataformas, afirmou que sente que o jogo é um espelho dos piores aspectos da sociedade moderna, dizendo em entrevista que o jogo é uma "caricatura brilhante de nossa sociedade de fast-food mutilada, desconectada, disfarçada de uma coleção de piadas sujas e ultraviolência". Michael Simms, fundador da Linux Game Publishing, também comentou em determinado momento sobre o assunto, afirmando que "embora eu não fosse fã da jogabilidade em Postal 2, adorei a mensagem que a empresa estava tentando passar. Porque você pode jogar Postal 2 da maneira mais violenta e gráfica, mas também pode jogar sem machucar uma única pessoa. Não conheço ninguém que tenha jogado assim, mas gosto que as pessoas que fizeram Postal estão dizendo que você pode passar por este jogo sem violência."
Em janeiro de 2008, três jovens de dezenove anos foram presos após um incêndio criminoso de três semanas e uma onda de roubos no condado de Gaston, Carolina do Norte. Seus crimes foram aparentemente inspirados por ações que poderiam ser realizadas no Postal 2.

## Recepção
Postal 2 recebeu "analises mistas ou médias" de acordo com o site agregador de críticas Metacritic. Algumas das melhores críticas do jogo vieram de PC Gamer e Game Informer. No outro extremo do espectro, GMR e Computer Gaming World (CGW) deram nota zero ao Postal 2, com o CGW ridicularizando o Postal 2 como "o pior produto já impingido aos consumidores". Em resposta, as citações negativas da crítica da Computer Gaming World acabaram sendo exibidas com orgulho na arte da caixa do Postal Fudge Pack. O jornalista da CNN Marc Saltzman escreveu que o jogo era "mais ofensivo do que divertido" e concluiu que "simplesmente vai longe demais, com muita frequência e oferece pouco mais".
A GameSpot criticou o tempo de carregamento, gráficos e jogabilidade do jogo, e o sangue foi chamado de "surpreendentemente moderado" em comparação com jogos contemporâneos como Soldier of Fortune II: Double Helix. Em uma crítica mediana para a IGN, o autor Ivan Sulic não gostou do humor bruto e infantil do jogo e descartou o cenário de Paradise como "sem graça". A Eurogamer também atacou o jogo por ser imaturo. Ivan Deez, do IGN, diz que Postal Dude tem uma "mente doente", ao se referir à fonte de algumas das tarefas que ele precisa concluir. Macdonald e Rocha, do Canada.com, descrevem Postal Dude como um homem cuja "razão de viver era eliminar qualquer um - homem, mulher e criança - com um estonteante arsenal de armas", mas ao mesmo tempo como "um homem incompreendido e ostracizado que se vinga do mundo com uma matança".

## Em outras mídias
Cenas do jogo podem ser vistas no videoclipe do single do Black Eyed Peas "Where Is the Love?".

## Adaptação cinematográfica
Embora reconhecida como uma adaptação do primeiro jogo Postal, a adaptação cinematográfica de 2007 do mesmo título dirigida por Uwe Boll utiliza muitos elementos de Postal 2, incluindo o boneco Krotchy, o trailer, o silenciador de gatos, a loja de conveniência Lucky Ganesh, o terroristas, e tio Dave e seu complexo, entre outros. Gary Coleman não esteve envolvido neste filme; em vez disso, Verne Troyer, aparecendo como ele mesmo, cumpriu a função de Coleman no filme.
Em 2013, Boll anunciou um segundo filme de Postal. Em 28 de agosto de 2013, Boll anunciou que estava financiando a produção de Postal 2 através do Kickstarter, mas o projeto foi cancelado em outubro de 2013.